# Phylloscopus makirensis
El mosquitero de San Cristóbal (Phylloscopus makirensis) es una especie de ave paseriforme de la familia Phylloscopidae endémica de la isla de Makira.

## Distribución y hábitat
Se encuentra únicamente en la isla de Makira, en el sur de las islas Salomón. Su hábitat natural son los bosques húmedos tropicales.